# Rodney Martin
Rodney Martin (Las Vegas, 22 december 1982) is een Amerikaanse sprinter, die gespecialiseerd is in de 200 m. Hij nam eenmaal deel aan de Olympische Spelen, maar won hierbij geen medailles.

## Biografie
Op het WK 2007 in Osaka behaalde hij op de 200 m een vierde plaats met een persoonlijk record van 20,06 seconden. Ook op de Memorial Van Damme 2007 viel hij met een vierde plaats net buiten de prijzen.
Op 23 september 2007 won hij een bronzen medaille op de wereldatletiekfinale in 20,27 seconden. Een jaar eerder was hij nog zevende op deze wedstrijd. Op de Olympische Spelen van 2008 in Peking werd hij op de 4 x 100 m estafette met zijn teamgenoten Travis Padgett, Darvis Patton en Tyson Gay uitgeschakeld wegens een wisselfout.

## Persoonlijke records
Outdoor
| Onderdeel | Prestatie | Datum        | Plaats |
| --------- | --------- | ------------ | ------ |
| 100 m     | 9,95 s    | 28 juni 2008 | Eugene |
| 200 m     | 19,99 s   | 7 juli 2008  | Eugene |

Indoor
| Onderdeel | Prestatie | Datum            | Plaats       |
| --------- | --------- | ---------------- | ------------ |
| 60 m      | 6,75 s    | 27 februari 2005 | Fayetteville |
| 200 m     | 20,38 s   | 11 maart 2005    | Fayetteville |

## Palmares

### 200 m
Kampioenschappen
- 2006: 7e Wereldatletiekfinale - 20,52 s
- 2007: 4e WK - 20,06 s
- 2007:  Wereldatletiekfinale - 20,27 s
- 2008: 5e Wereldatletiekfinale - 20,66 s

Golden League-podiumplek
- 2007:  ISTAF – 20,54 s

### 4 x 100 m estafette
- 2008: DNF series OS